# Jimmy Carter
 Der er for få eller ingen kildehenvisninger i denne artikel, hvilket er et problem. Du kan hjælpe ved at angive troværdige kilder til de påstande, som fremføres i artiklen.

James Earl Carter, Jr. (født 1. oktober 1924, død 29. december 2024) var en amerikansk politiker fra Demokraterne og nobelprismodtager. Han var USA's præsident fra 1977 til 1981, og inden det guvernør i Georgia 1971 til 1975. Han modtog Nobels fredspris i 2002 for sit humanitære arbejde gennem the Carter Center. 
Jimmy Carter tjente i den amerikanske flåde som løjtnant i mange år. Hans faders død bevirkede dog, at han og hustruen måtte vende hjem til Plains, Georgia, for at passe familiens jordnøddefarm.

## Tidlige liv og karriere
Tekst mangler, hjælp os med at skrive teksten

### Guvernør i Georgia
Tekst mangler, hjælp os med at skrive teksten

## Valgkampen i 1976 og indsættelsen
Carter havde ikke meget politisk erfaring, da han stillede op som præsident. Han var i fire år medlem af det øvre kammer i Georgias delstatsparlament. Han stillede op til guvernørposten i 1966, men blev slået i det demokratiske primærvalg af Lester Maddox, der sidenhen vandt det egentlige valg. Fire år senere lykkedes det Carter at få partiets nominering, og han vandt guvernørposten.
Carter blev overraskende demokraternes præsidentkandidat i 1976, på trods af, at mange mere erfarne og kendte politikere stillede op. Allerede i 1974, mens han stadig virkede som guvernør, satte han sig som mål at blive valgt til præsidentembedet ved valget i 1976. Han og hustruen turnerede USA rundt, og han gik fra at være "Jimmy Who" til en seriøs præsidentkandidat.
Der var i USA en udbredt politikerlede efter årene med Watergate, og den religiøse Carters budskab om aldrig at lyve over for det amerikanske folk, blev vel modtaget.
Under kampen om at blive Demokraternes præsidentkandidat udmanøvrerede han bl.a. et så prominent navn som Ronald Reagans efterfølger som guvernør i Californien Jerry Brown, der ellers var gået ind i valgkampen med ene det formål at holde Carter ude pga. dennes mangel på politisk erfaring. Carter slog også Edward Kennedy, Lloyd Bentsen, Hubert Humphrey og Sargent Shriver samt Adlai Stevenson III og 17 andre kandidater.
Modparten i valgkampen endte med at blive den siddende præsident Gerald Ford, der måtte igennem en hård kamp om præsidentnomineringen mod Californiens tidligere guvernør Ronald Reagan, inden han kunne tage kampen op mod Jimmy Carter. En kamp, der først endte ved Republikanernes partikonvent.
Carter vandt præsidentvalget den første tirsdag i november 1976, efter en af de tætteste valgkampe i amerikansk historie. Allerede ved selve præsidentindsættelsen viste Carter den nye stil, da han og hustruen Rosalynn samt børnene forlod limousinen og gik til fods op ad Pennsylvania Avenue.

## Præsidentperioden
Dagen efter sin indsættelse opfyldte præsidenten et valgløfte ved at benåde dem, der havde undgået krigstjeneste i Vietnam ved fx at rejse til udlandet.
Indenrigspolitisk markerede præsidenten, at det var sparetider. Han iførte sig en sweater og skruede ned for varmen i Det Hvide Hus. Desuden solgte han den præsidentielle yacht. Samme år standsede han B1-bombeflysprojektet, hvilket medførte vrede ikke mindst blandt de traditionelle koldkrigere.
Efterhånden viste det sig ganske svært for præsidenten at få lovgivning gennem USAs Kongres: Han var blevet valgt som et modspil til det etablerede Washington, men nu viste det sig, at han af netop denne grund havde svært ved at samle flertal for sine lovforslag. Det blev ikke lettere af, at hans stab for en stor dels vedkommende udgjordes af mennesker han havde kendt fra sin tid som guvernør i Georgia, og disse blev i pressen kendt som The Georgia Mafia.
Udenrigspolitisk satte præsidenten fokus på menneskerettigheder, herunder afviklingen af kolonistyret i Afrika og fredsprocessen i Mellemøsten. I 1978 lykkedes det således præsidenten at få en fredsaftale i stand mellem Egyptens Anwar Sadat og Israels Menachem Begin. Kort efter normaliserede Carter forholdet til Kina og underskrev SALT II-aftalen med Sovjetunionen.

### SALT II-aftalen og forholdet til Sovjetunionen
Et særligt udenrigspolitiske område som Carter arbejdede hårdt for, var SALT II-aftalen, som reducerede det antal atom-sprænghoveder, som blev produceret og opretholdt af både USA og Sovjetunionen. Det var Richard Nixon og Gerald Ford som fik SALT I aftalen i stand, der havde reduceret antallet af atomvåben, som blev produceret, men Carter havde ønsket en yderligere reducering. Det var hans hovedmål – som det blev gjort klart i hans indsættelsestale (Inaugural Address) – at atomvåben skulle fjernes fuldstændig fra jordens overflade.
Carter og den sovjetiske leder Leonid Bresjnev nåede en aftale herom i slutningen af 1979 — SALT II aftalen, trods Kongressens modstand mod at ratificere den, fordi mange var af den opfattelse, at det svækkede USA's forsvar.
Efter Sovjetunionens invasion af Afghanistan i slutningen af 1979, trak Carter aftalen tilbage fra godkendelses-proceduren i Kongressen, og aftalen blev aldrig ratificeret - skønt den var underskrevet af både Carter og Bresjnev. På trods af dette, levede begge parter op til forpligtelserne, som der var blevet enighed om under forhandlingerne.
Juledag 1979 begyndte den sovjetiske invasion af Afghanistan. Det blev besluttet, at USA skulle støtte modstandsbevægelsen i Afghanistan med våben, heriblandt Stinger-missiler rettet mod sovjetiske helikoptere. Det menes af mange, at USA dermed selv væbnede Mujahedin-grupper, der siden spredte terror på amerikansk jord. Invasionen af Afghanistan førte desuden til, at præsidenten i sin State of The Union-tale i 1980 fremsatte Carter-doktrinen samt at USA boykottede De Olympiske Lege i Moskva i 1980.

### Den iranske gidselkrise og valget i 1980
Imidlertid begyndte de problemer, der skulle hjemsøge resten af Jimmy Carters præsidentperiode, i Iran. Landets shah Mohammad Reza Pahlavi var efterhånden grundigt upopulær – ikke mindst på grund af sekulariseringen af Iran – og ayatollah Ruhollah Khomeini styrede fra Paris det oprør, der efterhånden førte til shahens fald i den iranske revolution. En forsmag på dette fik USA i 1977, da shahen gæstede Washington og blev mødt med store demonstrationer foran Det Hvide Hus. Shahen drog i eksil i 1979, men blev snart efter alvorligt kræftsyg, hvilket betød, at han måtte indlægges på et hospital i USA. Episoden blev så uheldigt håndteret, at det skabte en udbredt mistro mod USA, både blandt gamle allierede og nye fjender.
Den 4. november 1979 besatte iranske studenter den amerikanske ambassade i Teheran og tog 52 amerikanere som gidsler. I begyndelsen af gidselkrisen samledes det amerikanske folk bag præsident Carter, men da forhandlinger og indefrysning af iranske pengebeløb ikke førte nogen vegne, svandt opbakningen. Han beordrede Operation Eagle Claw (en), et forsøg på at befri gidslerne, den 24. april 1980, men det slog fejl og otte amerikanske soldater og en iransk civil døde. Dagen efter, i en TV-tale, fortalte Carter om befrielsesforsøget og tog ansvar for dets fejltagelse, hvilket øgede kritikken mod ham og fik hans udenrigsminister Cyrus Vance til at trække sig.[kilde mangler]
Et yderligere problem for valgkampen var Carters bror Billy, der havde modtaget mere end 200.000 dollars fra Libyen, og efter pres fra Justitsministeriet måtte registrere sig under Foreign Agents Registration-loven (en) som agent for Libyen for at undgå retsforfølgelse. Der blev også udarbejdet en granskningsrapport i Senatet om forholdet.
På 1-årsdagen for besættelsen af ambassaden, var der præsidentvalg i USA. Præsident Carters nederlag til den republikanske modstander Ronald Reagan var så massivt, at Carter ringede og gratulerede Reagan med sejren, inden de sidste valglokaler lukkede. Carter vandt blot seks af de 50 stater, og desuden Washington D.C.. Under valgkampen var der endda tvivl om, hvorvidt han ville vinde sin hjemstat Georgia, som han dog vandt med 15 procentpoint.
I perioden indtil vagtskiftet i Washington den 20. januar 1981, arbejdede Carter-administrationen febrilsk på at få de 52 gidsler hjem, mens Carter stadig var præsident. Det lykkedes i sidste ende at få en aftale i stand med iranerne, men først kort inden Reagans indsættelse som præsident. Timingen af den iranske regerings meddelelse om frigivelsen, der skete samme dag Reagan blev indsat, førte til en konspirationsteori (en), der påstod at Reagans valgkampagne havde konspireret med Iran for at forsinke deres løsladelse, men senere undersøgelser fandt ingen beviser for dette. Grundet Jimmy Carters valgnederlag, var det i egenskab af præsident Reagans særlige udsending – ikke længere som præsident – at han modtog de hjemvendte gidsler, da de satte fod på tysk jord i Wiesbaden efter 444 dage i fangenskab.

## Efter præsidentperioden

### Carter fredscenter
Efter sin præsidentperiode har Jimmy Carter oprettet et fredscenter, The Carter Center, der følger situationen rundt omkring i verden og bl.a. overvåger valg, når der er risiko for valgsvindel, samt bekæmper sult og analfabetisme. Ekspræsidenten deltager endvidere i husbygningsprojekter for hjemløse og underviser fortsat i søndagsskolen i Plains, Georgia. Han har desuden skrevet et væld af bøger om såvel sin præsidentperiode som kunst og kultur, samt sine oplevelser omkring det at blive ældre.
Jimmy Carter er ofte blevet kaldt "verdens bedste ekspræsident" på grund af sin humanitære indsats. Samtidig må det dog nævnes, at han ikke mindst i USA har mødt stærk modstand, fordi han ofte er gået imod USA's officielle politik. I april 2007 kaldte Carter præsident Bush for en af de dårligste præsidenter nogensinde, hvilket fik Bush's talsmand til at beskrive ekspræsidenten som "stadig mere irrelevant".

### Nordkorea
I 1994 fik Jimmy Carter overtalt præsident Clinton til at sende ham på en mission til Nordkorea. Nordkorea havde udvist undersøgere fra IAEA, Det Internationale Atomenergiagentur, og truede med at begynde at forarbejde brugt atombrændsel. Carter mødtes med den nordkoreanske præsident Kim Il Sung, og det resulterede i Rammeaftalen ( Agreed Framework), under hvilken Nordkorea indvilligede i at stoppe forarbejdningen af atombrændsel til gengæld for en genoptagelse af normale relationer, olieforsyninger og to letvandsreaktorer som afløsning for dets grafitreaktorer.
Rammeaftalen forhandlet på plads af Jimmy Carter blev lovprist vidt og bredt som en diplomatisk landvinding, som fik Nordkorea ud af isolationen.

### Cuba
Carter besøgte Cuba i 2002 og blev modtaget af Fidel Castro. Carter er dermed den eneste amerikanske præsident, der personligt har hilst på Castro. (Nixon mødtes med Castro i 1959, men han var dengang vicepræsident). På Cuba mødtes Carter endvidere med modstandere af Castro-styret. Han udtalte da, at USA's embargo mod Cuba, den har varet siden 1960, burde ophøre.

### Nobels fredspris
Jimmy Carter fik Nobels fredspris i 2002 for årtiers vedvarende arbejde for at finde fredelige løsninger på internationale konflikter, fremme af demokrati og menneskerettigheder, og for at fremme økonomisk og social udvikling. Nobelkomitéens formand udtalte, at Carter skulle have haft prisen allerede i 1978, da han lykkedes med fredsaftalen mellem Egypten og Israel.

### Carter omDen israelsk-palæstinensiske konflikt

#### "Palestine: Peace Not Apartheid"
Bogen Palestine: Peace Not Apartheid fra 2006 har bragt ekspræsidenten på kant med en del af det jødiske samfund i Amerika, på grund af ordet "apartheid" i titlen samt en uheldigt formuleret sætning der antyder, at palæstinenserne kan fortsætte selvmordsbombningerne indtil Israel giver dem bedre forhold. Carter undskyldte for den uheldigt formulerede sætning på Brandeis universitetet i Massachusetts den 23. januar 2006, men ville ikke undskylde bogens titel, der baserer sig på forskelsbehandlingen af jøder og palæstinensere i Israels besatte områder.
På grund af ovennævnte bog har 14 medlemmer af The Carter Center's bestyrelse forladt institutionen.

#### Carter om"Israels behandling af palæstinenserne"
På en bogmesse i Wales den 25. maj 2008, udtalte Jimmy Carter, at "udsultningen og indespærringen af 1,6 millioner palæstinensere er en af de største forbrydelser mod menneskerettighederne, som sker nu,- noget sted på planeten." Han citerede statistikker, som han sagde viste, at nærings-indtaget for nogle palæstinensiske børn var under niveauet for børn i Afrika syd for Sahara
Han sagde videre at Storbritannien havde en rolle at spille i, at fordømme Israels behandling af palæstinenserne. "Jeg kunne tænke mig Storbritannien sige: Dette er ikke rigtigt og jeg er for en gang skyld uenig med mine venner i USA, og vi mener at palæstinenserne i Gaza bør behandles med respekt for alle menneskerettigheder." Præsidenten sagde videre, at palæstinenserne udsættes for horribel behandling, og tilføjede: " at se Europa gå med til det, synes jeg er beskæmmende. Det burde være beskæmmende. Der findes ingen grunde, som berettiger at folk behandles på denne måde."

### Carter om tortur-politik
Da han blev spurgt om sine følelser for den accept af tortur, som George Bush sanktionerede overfor terror-mistænkte (der ikke er dømt for noget) på Guantanamo, svarede han: "Forlegenhed og forfærdelse og fortvivlelse", og at han håbede, "at den næste præsident for Amerikas Forenede Stater, hvad enten han er republikaner eller demokrat, offentligt vil tilkendegive, permanent og på global basis, at vores land vil aldrig igen vil udsætte nogen fange for tortur, og at vi for fremtiden vil overholde betingelserne i internationale aftaler."

### Carter:"Israel har 150atomvåben"
Som svar på et spørgsmål om hvad der burde være USA's politik overfor et atombevæbnet Iran, sagde han, at ethvert land bevæbnet med atomvåben vil have overvældende odds imod sig.
" USA har mere end 12.000 atomvåben, Sovjetunionen (sic) har omkring det samme, Storbritannien og Frankrig har askillige hundrede og Israel har 150 eller mere", sagde han.

## Udvalgt bibliografi
- Why not the Best? – 1976
- Keeping Faith – Memoirs of a President – 1982
- The Virtues of Aging – 1998
- The Personal Beliefs of Jimmy Carter: Winner of the 2002 Nobel Peace Prize – 2002
- Our Endangered Values: America's Moral Crisis – 2005
- Just Peace: A Message of Hope – 2006
- Palestine: Peace Not Apartheid – 2006